# Oleksandr Tymtsjyk
Oleksandr Vasyljovytsj Tymtsjyk (Oekraïens: Олександр Васильович Тимчик; Kryklyvets, 20 januari 1997) is een Oekraïens voetballer die doorgaans speelt als rechtsback. In oktober 2016 debuteerde hij voor Dynamo Kiev. Tymtsjyk maakte in 2020 zijn debuut in het Oekraïens voetbalelftal.

## Clubcarrière
Tymtsjyk speelde in de jeugd van Volodymyr Volynski en werd in 2013 opgenomen in de opleiding van Dynamo Kiev. Hier maakte hij in het seizoen 2016/17 zijn professionele debuut. Op 26 oktober 2016 werd tegen Zorja Loehansk gespeeld in de Koebok Oekrajiny. Namens Dynamo kwamen dat duel Derlis González (tweemaal), Viktor Tsyhankov en Júnior Moraes (ook tweemaal) tot scoren. Tegengoals kwamen van Rafael Forster en Mikhail Sivakov, waardoor Dynamo uiteindelijk met 5–2 won. Tymtsjyk mocht van coach Serhij Rebrov in de basis beginnen en hij speelde het gehele duel mee. In de zomer van 2017 werd de rechtsback verhuurd aan Stal Dniprodzerzjynsk. Na een half seizoen werd Tymtsjyk teruggehaald naar Dynamo, om direct weer verhuurd te worden aan Zorja Loehansk. Bij Zorja zou de rechtsback uiteindelijk tweeënhalf jaar spelen, voor hij aan het begin van het seizoen 2020/21 terugkeerde bij Dynamo. Hier tekende Tymtsjyk in oktober 2020 een nieuw contract, die zou lopen tot aan de zomer van 2025.

## Clubstatistieken
| Seizoen | Club                    | Competitie   | Competitie | Competitie | Beker | Beker | Internationaal | Internationaal | Totaal | Totaal |
| Seizoen | Club                    | Competitie   | Wed.       | Dlp.       | Wed.  | Dlp.  | Wed.           | Dlp.           | Wed.   | Dlp.   |
| ------- | ----------------------- | ------------ | ---------- | ---------- | ----- | ----- | -------------- | -------------- | ------ | ------ |
| 2016/17 | Dynamo Kiev             | Premjer Liha | 2          | 0          | 1     | 0     | 0              | 0              | 3      | 0      |
| 2017/18 | → Stal Dniprodzerzjynsk | Premjer Liha | 15         | 0          | 2     | 0     | —              | —              | 17     | 0      |
| 2017/18 | → Zorja Loehansk        | Premjer Liha | 8          | 1          | 0     | 0     | —              | —              | 8      | 1      |
| 2018/19 | → Zorja Loehansk        | Premjer Liha | 21         | 1          | 3     | 0     | 4              | 0              | 28     | 1      |
| 2019/20 | → Zorja Loehansk        | Premjer Liha | 30         | 0          | 1     | 0     | 6              | 0              | 37     | 0      |
| 2020/21 | Dynamo Kiev             | Premjer Liha | 4          | 0          | 3     | 0     | 0              | 0              | 7      | 0      |
| 2021/22 | Dynamo Kiev             | Premjer Liha | 12         | 1          | 1     | 0     | 4              | 0              | 17     | 1      |
| 2022/23 | Dynamo Kiev             | Premjer Liha | 19         | 1          | 0     | 0     | 4              | 0              | 23     | 1      |
| 2023/24 | Dynamo Kiev             | Premjer Liha | 23         | 2          | 0     | 0     | 4              | 0              | 27     | 2      |
| 2024/25 | Dynamo Kiev             | Premjer Liha | 14         | 0          | 0     | 0     | 5              | 0              | 19     | 0      |
| Totaal  | Totaal                  | Totaal       | 148        | 6          | 11    | 0     | 27             | 0              | 186    | 6      |

Bijgewerkt op 26 december 2024.

## Interlandcarrière
Tymtsjyk maakte zijn debuut in het Oekraïens voetbalelftal op 3 september 2020, toen een wedstrijd in de Nations League 2020/21 gespeeld werd tegen Zwitserland. Door doelpunten van Andrij Jarmolenko en Oleksandr Zintsjenko en een tegentreffer van Haris Seferović won Oekraïne het duel met 2–1. Tymtsjyk mocht van bondscoach Andrij Sjevtsjenko in de basisopstelling beginnen en hij speelde het gehele duel. De andere Oekraïense debutant dit duel was Bohdan Mychajlytsjenko (Anderlecht).
Tymtsjyk werd in april 2021 door Sjevtsjenko opgenomen in de voorselectie voor het uitgestelde EK 2020. In juni nam Sjevtsjenko hem ook op in zijn definitieve selectie. Op het toernooi werd Oekraïne in de kwartfinales uitgeschakeld door Engeland (0–4), nadat in de groepsfase was verloren van Nederland (3–2) en Oostenrijk (0–1), gewonnen van Noord-Macedonië (2–1) en in de achtste finales werd na verlengingen gewonnen van Zweden (1–2). Tymtsjyk kwam niet in actie. Zijn toenmalige teamgenoten Serhij Sydortsjoek, Mykola Sjaparenko, Illja Zabarnyj, Viktor Tsyhankov, Vitalij Mykolenko, Artem Besjedin, Oleksandr Karavajev, Heorhij Boesjtsjan, Denys Popov (allen eveneens Oekraïne) en Tomasz Kędziora (Polen) waren ook actief op het EK.
Zijn eerste interlanddoelpunt maakte Tymtsjyk op 24 september 2022, toen in het kader van de UEFA Nations League 2022/23 gespeeld werd tegen Armenië. Na tweeëntwintig minuten opende hij de score, waarna het 0–5 werd door treffers van Oleksandr Zoebkov, Artem Dovbyk (tweemaal) en Danylo Ihnatenko.
In mei 2024 werd Tymtsjyk door bondscoach Serhij Rebrov opgenomen in de selectie van Oekraïne voor het EK 2024 in Duitsland. Oekraïne werd in de groepsfase uitgeschakeld na een nederlaag tegen Roemenië (3–0), een overwinning op Slowakije (1–2) en een gelijkspel tegen België (0–0). Tymtsjyk kwam op het EK in alle duels in actie. Zijn toenmalige clubgenoten Heorhij Boesjtsjan, Andrij Jarmolenko, Volodymyr Brazjko, Mykola Sjaparenko en Vladyslav Vanat (allen eveneens Oekraïne) waren ook actief op het toernooi.
| Interlands van Oleksandr Tymtsjyk voor Oekraïne | Interlands van Oleksandr Tymtsjyk voor Oekraïne | Interlands van Oleksandr Tymtsjyk voor Oekraïne | Interlands van Oleksandr Tymtsjyk voor Oekraïne | Interlands van Oleksandr Tymtsjyk voor Oekraïne | Interlands van Oleksandr Tymtsjyk voor Oekraïne |
| №                                               | Datum                                           | Wedstrijd                                       | Uitslag                                         | Competitie                                      | Goals                                           |
| Als speler bij Dynamo Kiev                      | Als speler bij Dynamo Kiev                      | Als speler bij Dynamo Kiev                      | Als speler bij Dynamo Kiev                      | Als speler bij Dynamo Kiev                      | Als speler bij Dynamo Kiev                      |
| ----------------------------------------------- | ----------------------------------------------- | ----------------------------------------------- | ----------------------------------------------- | ----------------------------------------------- | ----------------------------------------------- |
| 1                                               | 3 september 2020                                | Oekraïne – Zwitserland                          | 2 – 1                                           | Nations League 2020/21                          |                                                 |
| 2                                               | 6 september 2020                                | Spanje – Oekraïne                               | 4 – 0                                           | Nations League 2020/21                          |                                                 |
| 3                                               | 31 maart 2021                                   | Oekraïne – Kazachstan                           | 1 – 1                                           | WK 2022 kwalificatie                            |                                                 |
| 4                                               | 23 mei 2021                                     | Oekraïne – Bahrein                              | 1 – 1                                           | Vriendschappelijk                               |                                                 |
| 5                                               | 4 september 2021                                | Oekraïne – Frankrijk                            | 1 – 1                                           | WK 2022 kwalificatie                            |                                                 |
| 6                                               | 8 september 2021                                | Tsjechië – Oekraïne                             | 1 – 1                                           | Vriendschappelijk                               |                                                 |
| 7                                               | 9 oktober 2021                                  | Finland – Oekraïne                              | 1 – 2                                           | WK 2022 kwalificatie                            |                                                 |
| 8                                               | 12 oktober 2021                                 | Oekraïne – Bosnië en Herzegovina                | 1 – 1                                           | WK 2022 kwalificatie                            |                                                 |
| 9                                               | 11 november 2021                                | Oekraïne – Bulgarije                            | 1 – 1                                           | Vriendschappelijk                               |                                                 |
| 10                                              | 16 november 2021                                | Bosnië en Herzegovina – Oekraïne                | 0 – 2                                           | WK 2022 kwalificatie                            |                                                 |
| 11                                              | 24 september 2022                               | Armenië – Oekraïne                              | 0 – 5                                           | Nations League 2022/23                          | 22'                                             |
| 12                                              | 27 september 2022                               | Oekraïne – Schotland                            | 0 – 0                                           | Nations League 2022/23                          |                                                 |
| 13                                              | 12 juni 2023                                    | Duitsland – Oekraïne                            | 3 – 3                                           | Vriendschappelijk                               |                                                 |
| 14                                              | 16 juni 2023                                    | Noord-Macedonië – Oekraïne                      | 2 – 3                                           | EK 2024 kwalificatie                            |                                                 |
| 15                                              | 20 november 2023                                | Oekraïne – Italië                               | 0 – 0                                           | EK 2024 kwalificatie                            |                                                 |
| 16                                              | 3 juni 2024                                     | Duitsland – Oekraïne                            | 0 – 0                                           | Vriendschappelijk                               |                                                 |
| 17                                              | 7 juni 2024                                     | Polen – Oekraïne                                | 3 – 1                                           | Vriendschappelijk                               |                                                 |
| 18                                              | 17 juni 2024                                    | Roemenië – Oekraïne                             | 3 – 0                                           | EK 2024                                         |                                                 |
| 19                                              | 21 juni 2024                                    | Slowakije – Oekraïne                            | 1 – 2                                           | EK 2024                                         |                                                 |
| 20                                              | 26 juni 2024                                    | Oekraïne – België                               | 0 – 0                                           | EK 2024                                         |                                                 |
| 21                                              | 10 september 2024                               | Tsjechië – Oekraïne                             | 3 – 2                                           | Nations League 2024/25                          |                                                 |
| 22                                              | 14 oktober 2024                                 | Oekraïne – Tsjechië                             | 1 – 1                                           | Nations League 2024/25                          |                                                 |

Bijgewerkt op 26 december 2024.

## Erelijst
| Premjer Liha           | 1 | 2020/21 |
| Koebok Oekrajiny       | 1 | 2020/21 |
| Soeperkoebok Oekrajiny | 1 | 2020    |